# Invalidus-ház
Az Invalidus-ház, más néven Károly-kaszárnya Budapest V. kerületének egyik monumentális barokk katonai-polgári épülete, ma a Fővárosi Önkormányzat székháza.

## Története

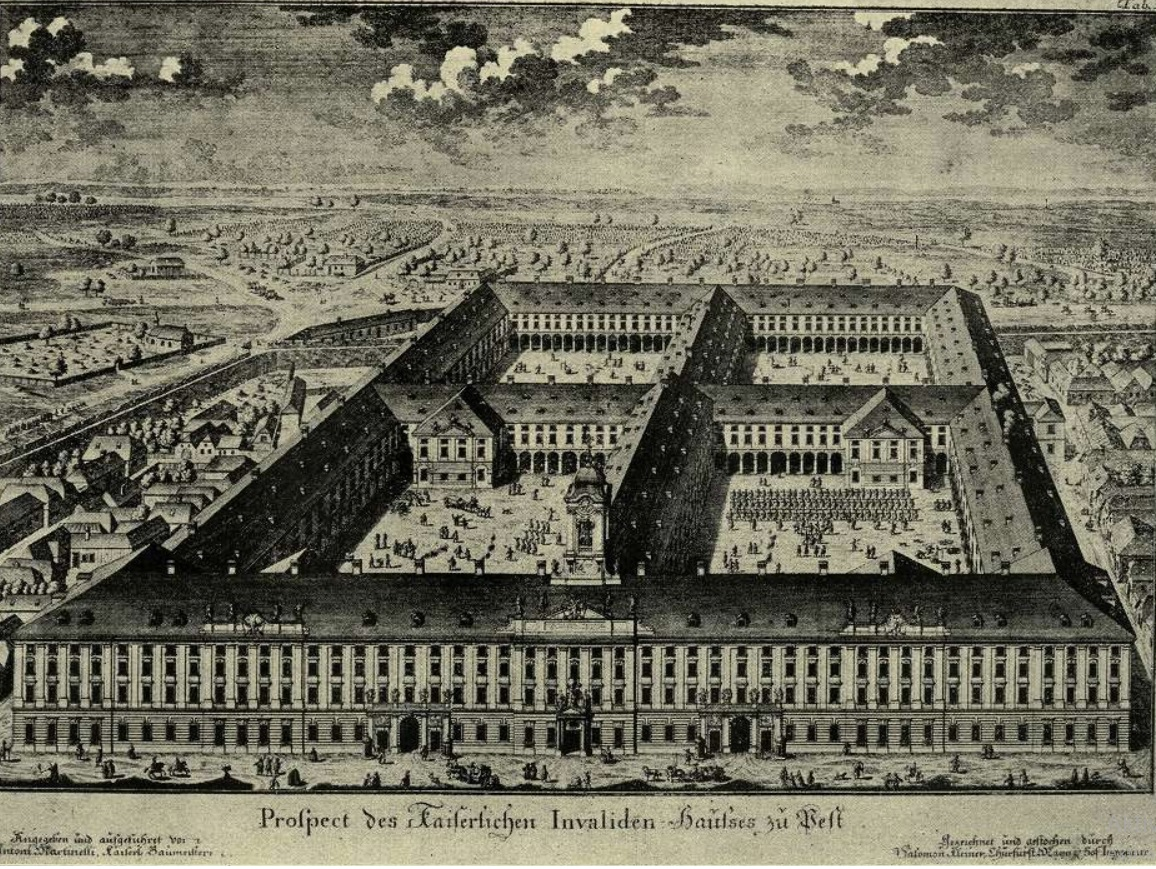
Martinelli terve 1739-ből, az épület északi traktusa nem épült fel

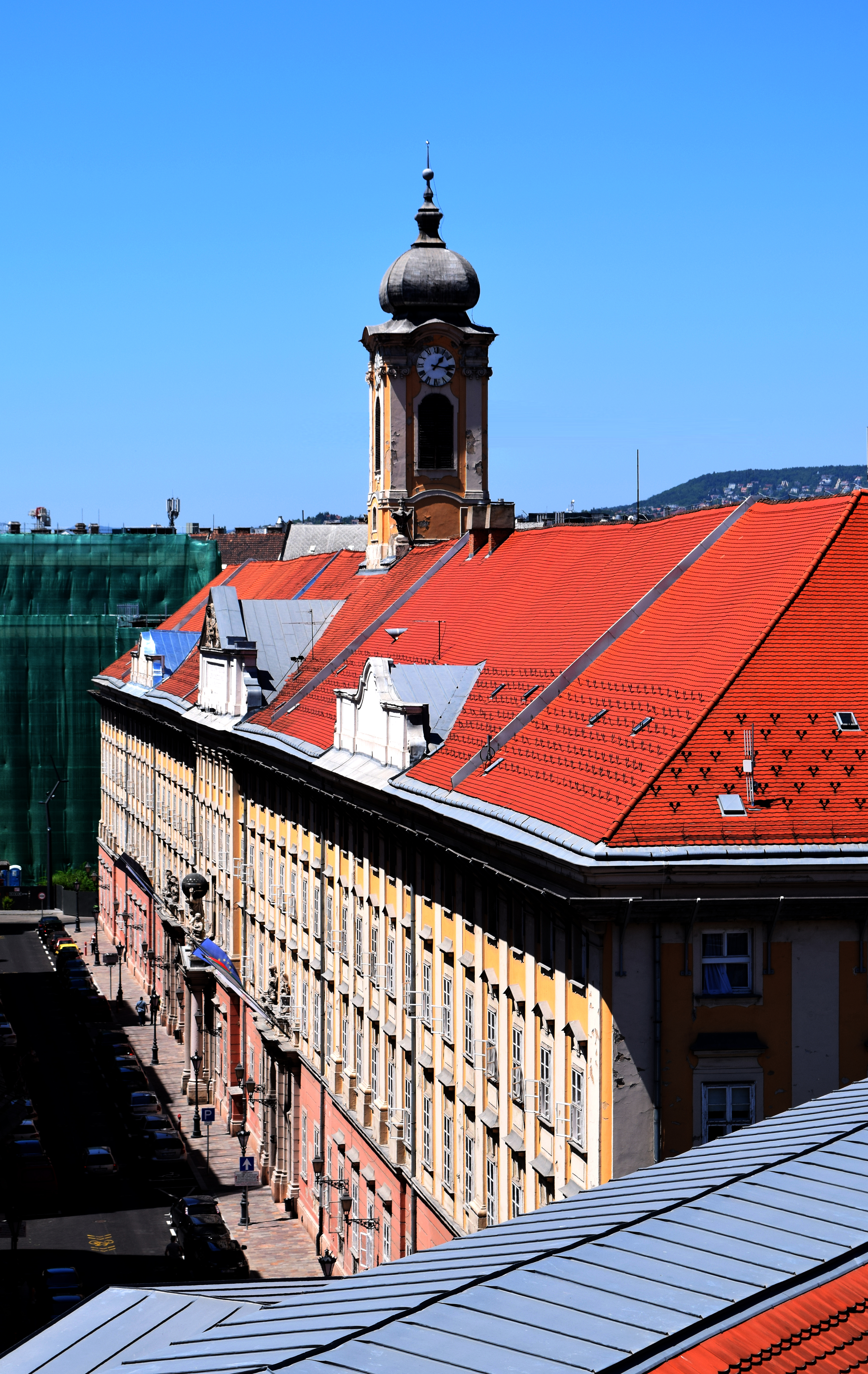
A Pesti megyeháza tetejéről nézve

Eredetileg kórházként és a kiszolgált hadirokkantak otthonaként épült, ebben a minőségében az ország legnagyobb korabeli egészségügyi létesítménye volt. Az építkezést Széchényi György esztergomi érsek kezdeményezte 1692-es alapítványával, hogy otthont és ellátást biztosítson a török elleni háborúban megrokkant katonáknak. Az alapkőletételre 1716-ban került sor, azonban az építkezés több okból akadozott, illetve évekre leállt, végül a terv nem is valósult meg teljesen.
A Jászkun kerület – a jászok és a kunok székei – mint koronabirtok tulajdonjogát I. Lipót magyar király 1702-ben eladta a Német Lovagrendnek. A törvénytelen eladatás ellen a magyar országgyűlés, a nádor és maga a jász és kun nemzetség is tiltakozott. Kompenzációként a Jászkun kerület 1731-től a Német Lovagrend földesuraságából a pesti Invalidus-ház birtokába került, és az ispotály ebből tartotta fenn magát. II. József áthelyeztette az invalidusokat, és 1783-ban laktanyává alakíttatta az épületet, amelyet III. Károlyról Károly-kaszárnyára neveztek át. 1894-től a főváros tulajdonába került, azóta a Főpolgármesteri Hivatal működik benne. A Károly körúti szárnya 1824-re készült el. A második világháborút követően földszintes üzletsorrá építették át. Miután teljesen kiürült, 2005-ben lebontották. A helyén 2024 májusában adták át a Városháza parkot. (A Városház utca és a Károly körút közötti passzázs 2023-ban nyílt meg.)

## Leírása
A komplexum tervezőjének általában Anton Erhard Martinellit tartják. Terveiben eredetileg négy udvart körülvevő, háromemeletes szárnyak szerepeltek, amelyek folyosóra fűződő termeiben összesen négyezer katonát lehetett volna elhelyezni. A 47 tengelyes főhomlokzatot öt rizalit és három kapu tagolja. Középen helyezkedik el az eredetileg háromszintes, karzatos templom, amelynek helyét a tetőn kis óratorony jelzi. (A hajdani templomban alakították ki a városháza dísztermét, amely 2011 óta a Fővárosi Közgyűlés üléseinek helyszíne.) A párizsi és a prágai invalidusházak mintájára elképzelt, hatalmas épületegyüttesnek csak a nyugati fele épült meg, az is csak részben.